# Песьянка (Пермский район)
Песьянка — деревня в Пермском районе Пермского края. Бывший административный центр упразднённого  Савинского сельского поселения.

## История
Населённый пункт известен с 1916 года как выселок Пищальников (Песьянки). Название дано по местности — здесь песчаная земля (песьянка в русских говорах — вариант слова песчанка). По данным на 1926 год население деревни составляло 5 человек. 19 октября 1978 года в деревне было организовано «Госплемобъединение». До января 2006 года Песьянка являлась центром Савинского сельского совета. 2006—2022 — центр Савинского сельского поселения.

## География
Расположена к югу от города Перми.

## Население
| 2010 | 2021  |
| ---- | ----- |
| 2814 | ↘2516 |

## Топографические карты
- Лист карты O-40-77 Юг. Масштаб: 1 : 100 000. Состояние местности на 1983 год. Издание 1985 г.